# Matthias Kliefoth
Matthias Kliefoth (* 18. März 1986 in Magdeburg) ist ein deutscher Verleger.

## Leben
Matthias Kliefoth studierte in Berlin und Melbourne Publizistik, Medienwissenschaften und Kultur- und Politikwissenschaften. Nach einigen Assistenzen im Bereich Kunst und Verlagswesen, u. a. bei Artbook D.A.P. in New York (2010), arbeitete er zwischen 2011 und 2017 als Projektleitung für die Agentur Boros.
Seit Juli 2019 ist er Verleger und Mitglied der Geschäftsführung des im Jahr 2010 von Christian Boros und Uta Grosenick gegründeten Distanz Verlags.

## Veröffentlichungen (Auswahl)
- Disss-co (A Fragment): Douglas Crimp with Henrik Olesen, DISTANZ Verlag, 2020, ISBN 978-3-95476-357-3
- Einstürzende Reichsbauten: Henrike Naumann mit Angela Schönberger und Andreas Bandrolini, deutsche und englische Ausgabe, DISTANZ Verlag, 2021, ISBN 978-3-95476-358-0
- Tulips: Hannah Quinlan & Rosie Hastings with Christina B. Hanhardt, deutsche und englische Ausgabe, DISTANZ Verlag, 2023, ISBN 978-3-95476-516-4
- The Collective Eye: Im Gespräch mit ruangrupa – Überlegungen zur kollektiven Praxis, deutsche und englische Ausgabe, DISTANZ Verlag, 2022, ISBN 978-3-95476-465-5
- STILL HERE – Moments in Isolation, Herausgegeben zusammen mit Roya Sachs und Mafalda Milies, DISTANZ Verlag 2021, ISBN 978-3-95476-368-9